# Edpercivalia oriens
Edpercivalia oriens är en nattsländeart som beskrevs av Ward 1997. Edpercivalia oriens ingår i släktet Edpercivalia och familjen Hydrobiosidae. Inga underarter finns listade i Catalogue of Life.